# 테밍크쥐
테밍크쥐(Mus musculoides)는 쥐과 생쥐속에 속하는 설치류의 일종이다. 서아프리카와 중앙아프리카 그리고 동아프리카에서 발견된다. 다 자라면 일반적으로 몸무게가 6g 정도이다.